# Konfliktspannung

Ansatzmöglichkeiten psychischer Kräfte nach Gustav Theodor Fechner (1801–1887)
(1) Äußere Psychophysik
(2) Innere Psychophysik
(3) Neurophysiologie

Konfliktspannung stellt ein metapsychologisches Konzept von Sigmund Freud (1856–1939) dar, mit dem psychodynamische und ökonomische Gesichtspunkte zum besseren Verständnis der Konfliktverarbeitung miteinander verbunden sind.(a) Konfliktspannung wird damit zu einem Grundbegriff psychoanalytischer Neurosenlehre, indem er den terminologischen Rahmen bietet zur verständlichen Abgrenzung verschiedener seelischer Reaktionsmöglichkeiten auf die Entstehung und das Erleben seelischer Spannungen, vgl. Abb. Die quantitativ unterschiedliche Stärke dieser Spannungen und entsprechende individuelle Reaktionsmöglichkeiten sind für die praktisch erkennbaren, mehr oder weniger gravierenden Symptome oder Abwehrmechanismen bei einer jeden psychischen Störung maßgeblich. Freud verwendet in diesem Zusammenhang für die quantitative Stärke von Erregungen auch den Begriff „Erregungssumme“ oder Affektbetrag und für die unterschiedlichen Reize den Begriff „Erregungsquellen“. Letzterer Terminus wird jedoch nicht deutlich abgegrenzt von der Bewertung jeweils immer auch subjektiv bedingter affektiver Reaktionsbereitschaft. Solche „Affektvorgänge“ sind nach Freud direkter oder indirekter Art.(a) Näheres ist diesen Literaturstellen jedoch nicht mit Sicherheit zu entnehmen, insbesondere was die neuronale Reizverarbeitung bzw. affektive Bewertung von Reizen betrifft. Dies ist jedoch offensichtlich bedingt durch mangelnde aktuellere Kenntnis der Hirnforschung.

## Erregungsquellen
Die Rolle entsprechender Zentren oder Funktionskreise „neuronaler Prozesse“ entsprechend der Abb. wie etwa die des ARAS der Formatio reticularis, des Striatums, des Limbischen Systems und des Hypothalamus wären hier zu klären, vgl. dazu z. B. die Cannon-Bard-Theorie.(a) (a) Weil der Erregung häufig ihre Ursache nicht anzusehen ist, wird heute vielfach der eher beschreibende Begriff des Erregungszustands verwendet.(a) Stellt die Ursache der Erregung ein psychischer Konflikt dar, so ist damit ein Zusammenstoßen zweier einander widersprechender Strebungen bei ein und derselben Person gemeint.(b) Mit direkten Erregungsquellen (Freud) sind offenbar unmittelbare sinnliche Reize wie etwa mechanische Erschütterungen während einer Eisenbahnfahrt gemeint, vgl. Pfeil (1) der Abb.(b) Mit indirekten Erregungsquellen sind offenbar Ergebnisse missglückter komplexer Verarbeitungsmodi gemeint, vgl. Pfeile (3) und (2) der Abb., die als mehr oder weniger reife Persönlichkeitsfaktoren anzusehen sind.

## Neurose, Psychose und andere seelische Störungen
Durch die Abgrenzung von Neurose und Psychose mit Hilfe der Vorstellung eines für die gegebenen Verarbeitungskapazitäten relativ zu hohen Spannungsniveaus kann z. B. die Psychose als Störung innerhalb eines umfassenden Konfliktmodells verstanden werden. Terminologisch wird damit nicht nur der verständlichen Abgrenzung beider diagnostischer Begriffe gedient, sondern gleichzeitig auch ein einheitliches Konfliktmodell für Neurosen und Psychosen aufgestellt (Einheitspsychose). Johann Heinroth (1773–1843) vertrat in der psychiatrischen Nosologie einen ganzheitlichen Standpunkt und gebrauchte bereits 1818 Begriffe wie „Paranoia“, „Manie“ und „Verrücktheit“, die er bereits damals auf „Überspannung“ bzw. Exaltation des Denkvermögens zurückführte und von der Depression und dem hier zu berücksichtigenden Verlust des „Spannungszustands“ in Stimmung und Antrieb abgrenzte.(c) Die unterschiedlichen Arten der Psychosen stellen demnach nur Variationen des psychotischen Verarbeitungsmodus dar.(a) Freud hält einen narzisstischen Verarbeitungsmodus bei der Melancholie für wahrscheinlich.(b) Wichtig erscheint jedoch nicht nur die erlebte Stärke der Konfliktspannung, sondern auch die Konsistenz und Reifung der betroffenen Persönlichkeit. Diese ist es nämlich, die den Verarbeitungsmodus jeweils entscheidend mitbestimmt. Das Konzept der Konfliktspannung gestattet aber eine quantifizierbare Betrachtung aller derjenigen psychischen Abläufe, die eher unbewusst und reflexhaft ablaufen. Je höher die Konfliktspannung, desto gravierender die entsprechenden Notfallreaktionen bzw. Mechanismen zur Wiederherstellung der Homoiostase bzw. des seelischen und körperlichen Wohlbefindens und Gleichgewichts, vgl. a. Freuds Konstanzprinzip in Kap. Dynamik und Ökonomie. Diese Abwehrmechanismen stellen jedoch ggf. auch Beeinträchtigungen dar, weil sie zwar kulturellen gesellschaftlichen Zielsetzungen dienen, nicht aber individuellen archaischen Bedürfnissen.(b)

## Dynamik und Ökonomie
Dynamik und Ökonomie werden durch Freud durch den Hinweis auf ihre „relativen Größen“ verbunden.(c) Dies bedeutet in dynamischer Hinsicht einerseits (1), dass der Konflikt in durchaus wörtlich gemeintem Sinne – d. h. abgeleitet von lat. confligere = zusammenstoßen – verstanden werden kann als zusammenstoßende innerseelische und ggf. auch äußere Kräfte. Bei einem solchen Zusammenstoß ergibt sich ähnlich wie bei physikalischen Kräften eine Kräfteresultante entsprechend der von Fechner begründeten Psychophysik.(a) Nicht nur als abstrakte metapsychologische Theorie des Jahres 1920, sondern auch empirisch wurden diese Annahmen später nachweisbar und bestätigt. Die Bezeichnung Zielgradient (Goal-Gradient-Effekt) wurde 1932 erstmals von Clark L. Hull (1884–1952) in einem verhaltenspsychologischen Zusammenhang verwendet. Dieses Konzept wurde später von Neal E. Miller (1909–2002) weiterentwickelt.(b)
Bei Berücksichtigung ökonomischer Gesichtspunkte andererseits (2) wird vom Betroffenen ein möglichst niedriges und konstantes Spannungsniveau erwartet, da ihm die unerklärlich wechselnden und auch zu niedrigen Spannungen mit den Gefühlen von Angst und innerer Leere unangenehm sind, vgl. Fechners „Stabilitätsprinzip“, das von Freud unter dem Begriff Konstanzprinzip als psychoanalytisches Grundprinzip übernommen wurde.(c)

## Strukturelle Gesichtspunkte
Das innerpsychische Spannungsfeld ist für die mehr oder weniger positive bzw. eher mangelhafte Ausbildung seelischer Strukturen verantwortlich, die sich auch als Habitus bezeichnen ließe. Als Beispiel für eine eher mangelhafte Reifung von Fähigkeiten, die beim Erwachsenen aber positiv vorausgesetzt werden, spricht Alexander Mitscherlich (1908–1982) von „Partialsozialisierungen“. Rainer Tölle (1932–2014) verweist auf die Bedeutung der Konfliktspannung im Zusammenhang mit der sensitiven Persönlichkeit. Er vertritt die Auffassung, dass belastende Erlebnisse eine vergleichsweise hohe Konfliktspannung erzeugen, die nicht durch Abwehrmaßnahmen genügend herabgesetzt werden kann. Diese Erlebnisse sind stark affektbetont. Insbesondere aggressive Regungen werden häufig nur unterdrückt. Steigt die Spannung weiter an, so kann es zu explosiven Ausbrüchen kommen. Insbesondere Ernst Kretschmer (1888–1964) hat sich mit diesen Reaktionen befasst. Die betreffenden Persönlichkeiten seien durch eine asthenische Struktur mit „sthenischem Stachel“ ausgezeichnet. Im Gegensatz zur früheren Bezeichnung des sensitiven Beziehungswahns, wird heute die Benennung sensitive Beziehungsreaktion bevorzugt.(d) In die Psychiatrische Literatur ist die Bezeichnung des Hauptlehrers Ernst August Wagner (1874–1938) eingegangen, die aufgrund der Begutachtung durch Robert Eugen Gaupp (1870–1953) dem Wandel der dynamischen und strukturellen Sichtweisen Ausdruck verleiht.(e)

### Dynamik und Struktur
Manfred Pohlen (1930–2024) betont am Beispiel der Objektbeziehung, dass die Betrachtungsweise psychischer Strukturen häufig als Anlass dafür genommen wird, auf dynamische Sichtweisen zu verzichten und anstelle dessen eine biologisierende Ursachenverkettung psychischer Störungen zu vertreten. Diese rein ursächliche Verkettung erfolge vielfach im Sinne der Annahme von sog. Defekten. Das gehe auch hervor aus der Überzeugung, mit der frühere Thesen der Doppelbindung den schuldzuweisenden Begriff der „schizophenogenen Mutter“ geprägt haben. Nicht die in der zwischenmenschlichen Beziehung begründete Konfliktspannung, sondern ein ursächlich als „normal“ zu bewertendes einseitiges Verhalten der Mutter als Bezugsperson habe dabei im Vordergrund gestanden.(a) Auch am Beispiel vorgenannter „asthenischer Persönlichkeitsstruktur“ ist unverkennbar, dass das zugrundeliegende Konzept der Psychasthenie sich von naturwissenschaftlich ursächlich geprägten neuronalen Vorstellungen der Neurasthenie ableitet. Ähnlich wurde die Neurose ursprünglich neuronal-naturwissenschaftlich bzw. als nichtentzündliche Nervenstörung des schottischen Mediziners und Chemikers William Cullen (1710–1790) verstanden.(b)
Eine Umkehrung der bevorzugt ursächlichen Denkweise vertritt Carl Gustav Jung (1875–1961). Aufgrund psychischer Unbestimmtheit der kausalen Determinierung, verfolgt Jung einen finalen Standpunkt. Die Unbestimmtheit der kausalen Denkweise besteht in der Unmöglichkeit, aus einer bestimmten psychischen Wirkung W auf eine eindeutige Ursache U zu schließen. Für einen Betrachter, der die finale Denkweise vertritt, ist ein solches Aufsteigen vom Grund U zur Folge W in einer progressiven psychologischen „Ursachenwirkung“ verständlich, die im Gegensatz zu einer regressiven steht. Wie Erich Wulff (1926–2010) gezeigt hat, können dabei in der Zukunft liegende innenpsychologische oder außenpsychologische (ggf. politische) Entwicklungen und Entfaltungsmöglichkeiten offen bleiben. Auch insofern ist das Freudsche Prinzip der Überdeterminiertheit hier gerade umgekehrt zu verstehen.
Aufgrund dieser Hinweise erscheint es wichtig, sich der unterschiedlichen Betrachtungsweisen in Psychiatrie und Psychologie bewusst zu sein. Auch hinsichtlich des Begriffs des Strukturniveaus, der zu operativem einzelpsychologischem Vorgehen geeignet erscheint, sollte nicht außeracht gelassen werden, dass Qualitäten wie Empathie oder Engagement notwendig sind, um sich nicht vorschnell mit einer allzu statischen und pseudoobjektiven Beurteilung abzufinden. Die Forderung nach Gegenseitigkeit in der therapeutischen Beziehung betont auch Pohlen, die der Forderung nach Neutralität des Analytikers entgegengesetzt zu sein scheint.(b) Bereits die klassische deutsche Psychiatrie hat auf die Notwendigkeit einer multikonditionalen Betrachtungsweise hingewiesen. Allerdings hat die Unverständlichkeitsdoktrin dieser klassischen Psychiatrie bei der Entstehung von Psychosen trotz der Ergebnisse der Zwillingsforschung und der Differenzierung in Plussymptomatik und Minussymptomatik – sogar bei der Schizophrenie – durch die theoretischen Konstrukte der Psychoanalyse eine gewisse Relativierung erfahren.(b) Hier sind Autoren wie Gaetano Benedetti, Eugen Drewermann u. v. a. mehr zu nennen. Der Ausbruch einer Psychose ist dann verständlich, wenn es keine realistischen Alternativen der Konfliktlösung gibt und damit für den Betroffenen ein Dilemma entsteht. Ähnliche psychodynamische Konzepte vertritt Benedetti.